# Vedrovice
Vedrovice är en ort i Tjeckien.   Den ligger i regionen Södra Mähren, i den sydöstra delen av landet, 190 km sydost om huvudstaden Prag. Vedrovice ligger 256 meter över havet och antalet invånare är 816.
Terrängen runt Vedrovice är huvudsakligen platt, men norrut är den kuperad. Runt Vedrovice är det ganska glesbefolkat, med 34 invånare per kvadratkilometer. Närmaste större samhälle är Moravský Krumlov, 5,8 km nordväst om Vedrovice. Trakten runt Vedrovice består till största delen av jordbruksmark.